# Oud- en Nieuw Stompaard
De Polder Oud- en Nieuw Stompaard was een waterschap in de Nederlandse gemeente Nissewaard (voorheen Geervliet en daarna Bernisse) in de provincie Zuid-Holland. Het was in 1956 gevormd uit de polders Oud Stompaard en Nieuw Stompaard. Beide waren in 1811 opgericht na opheffing van het Ambacht Biert en Stompaard.
Het waterschap was verantwoordelijk voor de waterhuishouding in de polders.